# 14 Billeder
14 Billeder er en dansk eksperimentalfilm fra 1995 med instruktion og manuskript af Henrik Lundø.

## Handling
Filmen følger et 'jeg' i København. 14 billeder og 14 tekststykker. På 14 steder i København fremstiller fortælleren sit flygtige 'jeg' og den by han lever i.